# Brennelemente-Zwischenlager Krümmel
Das Brennelemente-Zwischenlager Krümmel (BZK; ehemals Standort-Zwischenlager Krümmel) ist ein Lager für hochradioaktive Abfälle am Standort des Kernkraftwerks Krümmel.

## Geschichte
Die Genehmigung für das BZK wurde 1999 beantragt und erfolgte am 22. September 2003. Das Lager wurde am 14. November 2006 mit der Einlagerung des ersten beladenen Behälters vom Typ CASTOR V/52 in Betrieb genommen. Somit läuft die auf 40 Jahre befristete Genehmigung im Jahr 2046 aus.
Seit dem 1. Januar 2019 ist die BGZ Gesellschaft für Zwischenlagerung die Betreibergesellschaft des BZK.

## Daten
Das nach dem STEAG-Konzept gebaute Lager ist etwa 88,0 m lang, 26,8 m breit und 23,0 m hoch.
Das Brennelemente-Zwischenlager Krümmel hat insgesamt 65 genehmigte Stellplätze für Zwischenlagerbehälter. Aktuell lagern 42 Behälter vom Typ CASTOR V/52.
Die genehmigten Maximalwerte für das Inventar des Lagers betragen 775 MgSM, eine maximale Wärmeleistung von 3,0 MW sowie ein maximales Aktivitätsinventar von 9,6 × 1019 Bq.

## Zwischenfälle
Mit Stand vom 31. Dezember 2023 gab es im Brennelemente-Zwischenlager noch keine meldepflichtigen Ereignisse gemäß Atomrechtlicher Sicherheitsbeauftragten- und Meldeverordnung.